# Antinny
Antinny（アンチニー / アンティニー）は、2003年8月に発見された、Microsoft Windows上でワーム活動を行うコンピュータウイルスである。Winnyなどのファイル共有ソフトの機能を利用して、感染したパソコンに保存されているファイルをインターネット上に公開するように動作するため、暴露ウイルスとも呼ばれる。

## 概要
Antinnyは、主にファイル共有ソフトを通じて、実行可能ファイルとしてユーザーによりダウンロードされる。起動されると、ユーザーフォルダ（デスクトップ、マイドキュメントなど）内のファイルをアーカイブ化し、Winnyの共有フォルダなどにコピーする。これにより、他のWinnyの利用者などは、感染したコンピュータに保存されていたファイルをダウンロードすることができるようになる。ユーザーフォルダの中には、極めて私的な写真やメール、性的嗜好を推測させるビデオ、名簿、パスワードを記録したメモや業務上の機密などが含まれており、これらが公開されたことで耳目を集めた。
Antinnyは、公開用のファイルを作成する際に、その中に自身のコピーを混入させており、Antinnyにより公開されたファイルを閲覧しようとした者が二次感染することにより、感染が拡大するよう設計されている。
Antinnyの仕様上、たとえ感染したとしても、Winnyを起動しなければ情報流出は起こらず、大きな害は無いと言える。そのため、このウイルスの主な標的はファイル共有ソフトの利用者だが、家族間で共有されているパソコンにおいて、児童がWinnyを使用していて情報漏洩が発生したケースや、他人のパソコンから自分のメールの内容が流出するケースなどが発生し、ファイル共有ソフトとは無関係な者にも被害が拡大した。
Microsoftの発表によると2005年10月12日にAntinnyに対応した「悪意のあるソフトウェアの削除ツール」はリリース後一ヶ月で、約11万台のPCから20万以上のAntinnyを削除したとしている。日本語のファイル名が多いためAntinnyに感染している9割以上が日本語版Windowsとされる。

## 被害の状況
官民問わず多数の組織の情報が流出して社会問題化した。プライバシーマークを取得し、個人情報を厳密に管理している企業からも情報漏洩された。特に自衛隊における被害が多く、武器庫の情報など軍事機密情報がAntinnyにより流出している。そのため対策として、2006年には40億円で隊員用にパソコンを供給し、私物のパソコンの持ち込みなどを禁じた。だが、そういった対策を施しても、2007年以降も自衛隊ではAntinnyによる情報流出が発生している。こういった情報漏洩の為に2007年7月に日本が購入を検討しているF-Xについてアメリカ議会調査局が報告書で懸念していると記載されている。
2007年5月には、警視庁による大規模な情報漏洩が発生し、暴力団や少年犯罪や痴漢や強姦事件の被害届の詳細や、暴力団と関係がある人物一覧（なかには芸能人や元プロ野球選手などの実名を挙げた上で、暴力団と関係していたなどという情報も含まれていた）などと言った個人情報が1万人規模で流出し、ネット上で騒然となった。
2006年3月15日には安倍晋三内閣官房長官（当時）が「情報漏洩を防ぐ最も確実な対策は、パソコンでWinnyを使わないことです」と国民へ呼びかける会見をおこなった。

## 亜種
- Antinny.A 別名:ぬるぽワーム（2003年8月12日に発見される）
- Antinny.BF
- Antinny.C 別名:欄検眼段（2005年3月に発見される）
- Antinny.G 別名:キンタマウイルス[3]（2004年3月23日に発見される[3]）
  - Antinny.K 別名:仁義なきキンタマ, TROJ_UPBIT.A, Antinny.AB, Antinny.AD（2004年3月に発見される）
- Antinny.L 別名:Trojan.Upbit
- Nullporce
- PE Patrite.A 別名:W32.SillyP2P 通称:仙台ギャラクシーエンジェルズ
- Antinny.AX
- Trojan.Welomoch 通称:抜子たん - Sony BMGのXCPが導入されている環境ではAntinnyの存在を隠蔽する。

## ACCS WebサイトへのDoS攻撃
2004年3月30日（米国時間）に発見された亜種Antinny.Gは、コンピュータソフトウェア著作権協会 (ACCS) のWebサーバ“www.accsjp.or.jp”に対しDoS攻撃動作を行うことが確認された。またAntinny.Gの更なる亜種Antinny.Kは個人情報をACCSに送信する動作が加えられていた。
発見以降ACCSへの攻撃は毎回増加し、2004年9月9日には700Mbpsの攻撃トラフィックが観測された。そのためACCSはこのレコードをDNSより破棄せざるを得ない事態に追い込まれた。現在ACCSのWebサーバホスト名は“www2.accsjp.or.jp”を用いている。しかし2006年1月には“www2.accsjp.or.jp”をも対象とした亜種Antinny.AXが現れている。さらには、先を見計らってか、“www3.accsjp.or.jp”や“www4.accsjp.or.jp”をも対象とした亜種も現れている。

## その他
Antinny.Gは「キンタマウイルス」の別称でも有名だが、これとは別に1990年前半頃には当時流行った「ヤンキードゥードゥルウイルス」が日本では「タマキンウイルス」とも呼ばれていた。これはヤンキードゥードゥルウイルスに感染したファイルを日本語JISコード環境のバイナリエディタで覗くと、感染部分のコードに「玉筋」という文字が多く見られたためである。